# Рамбин
Рамбин (нем. Rambin) — община на острове Рюген в Германии, в земле Мекленбург-Передняя Померания, входит в район Передняя Померания Рюген, и подчиняется управлению Вест-Рюген.
Население составляет 979 человек (на 31 декабря 2013 года); в 2003 году — 1087. Занимает площадь 31,43 км².

## История
Первое упоминание относится к 1246 году.
В 1326 году отнеслось к княжеству Рюген, а позднее к герцогству Померания.
После подписания Вестфальского мира в 1648 году, территория Рамбина перешла в Шведскую Померанию, а в 1815 году в прусскую провинцию Померания.
В 2011 году, после реформ самоуправления, из района Рюген перешёл в подчинение района Передняя Померания Рюген.

## Галерея

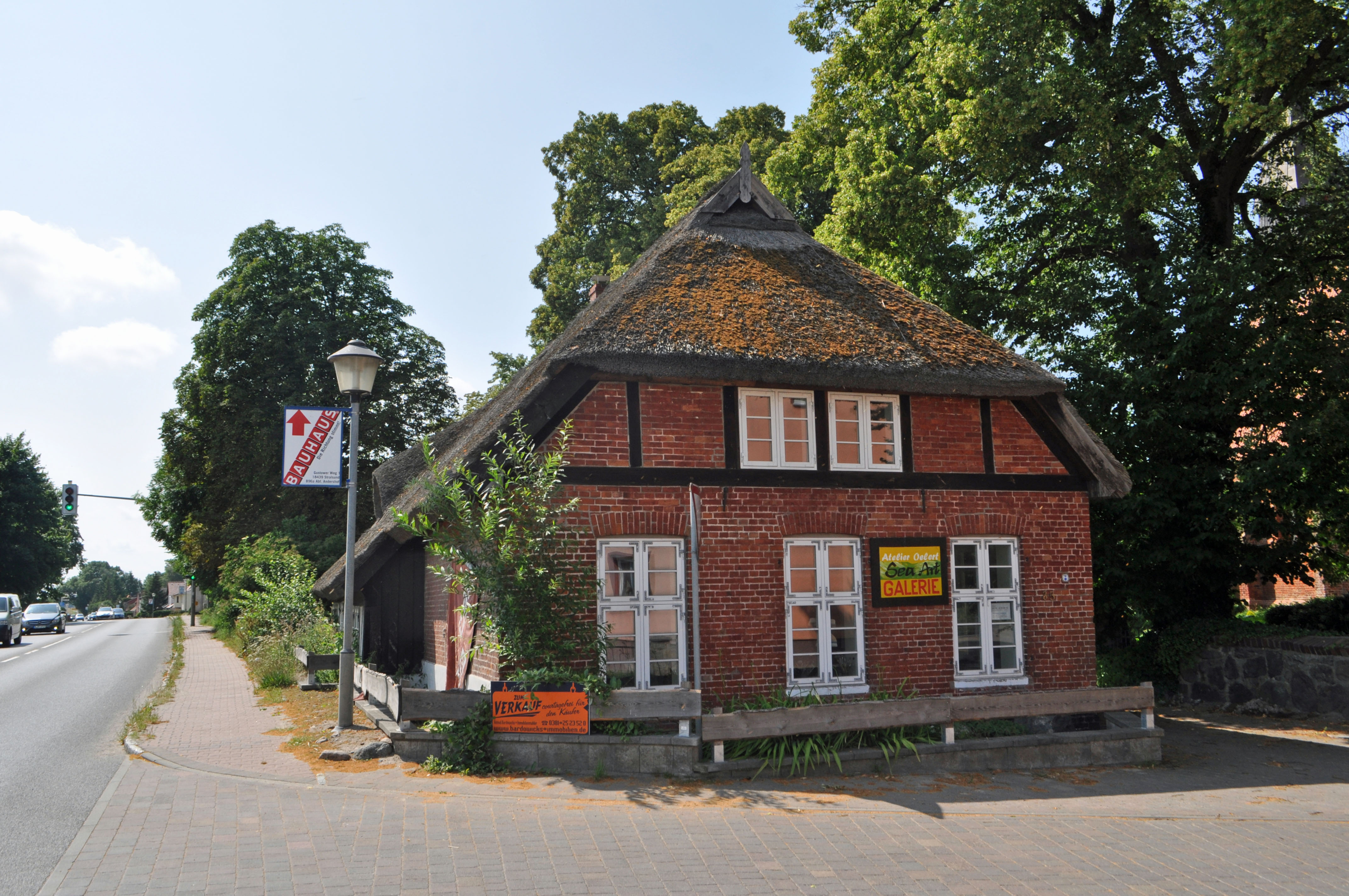
Исторический дом-музей священника
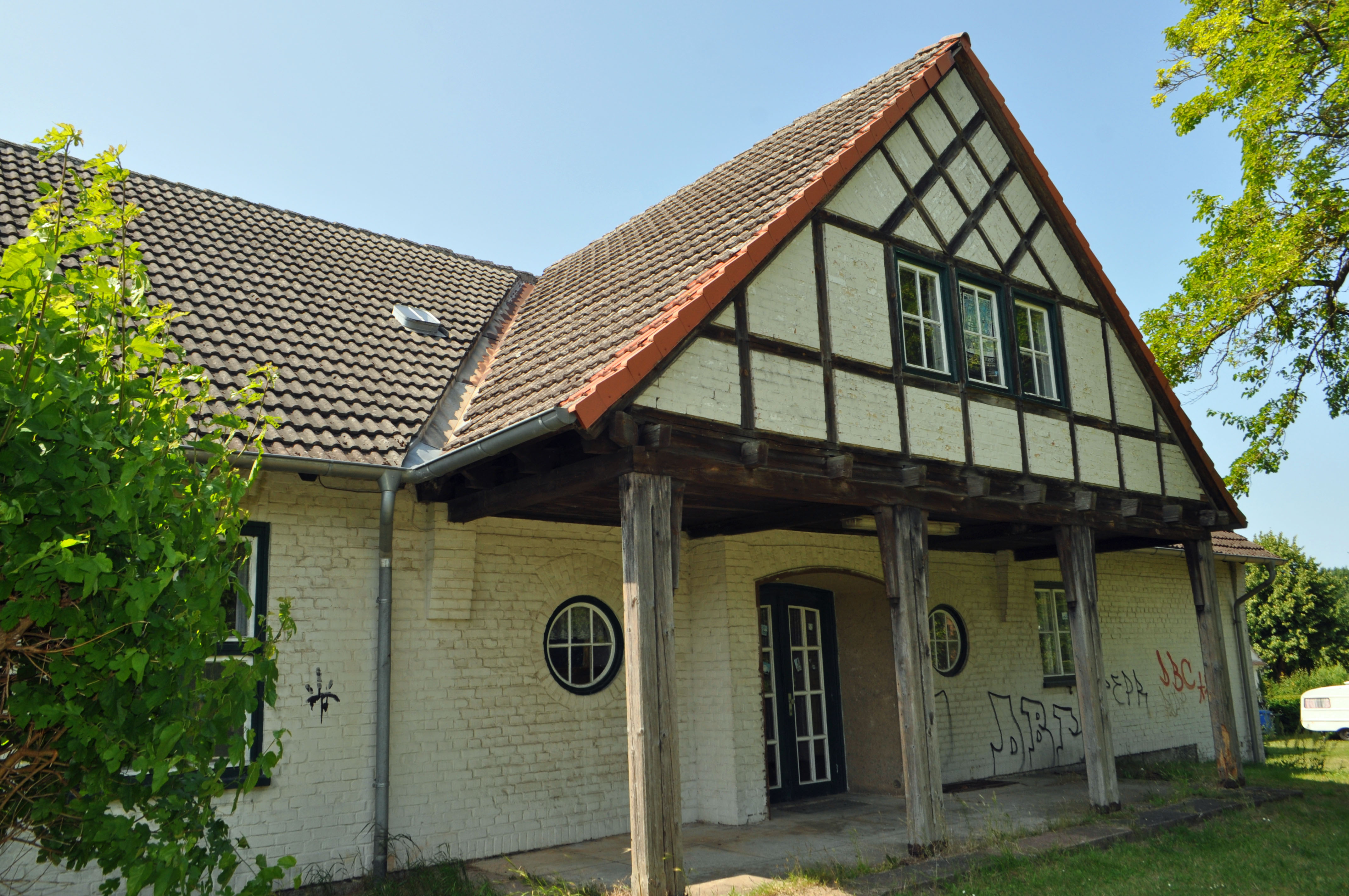
Начальная школа, построенная в 1953 году
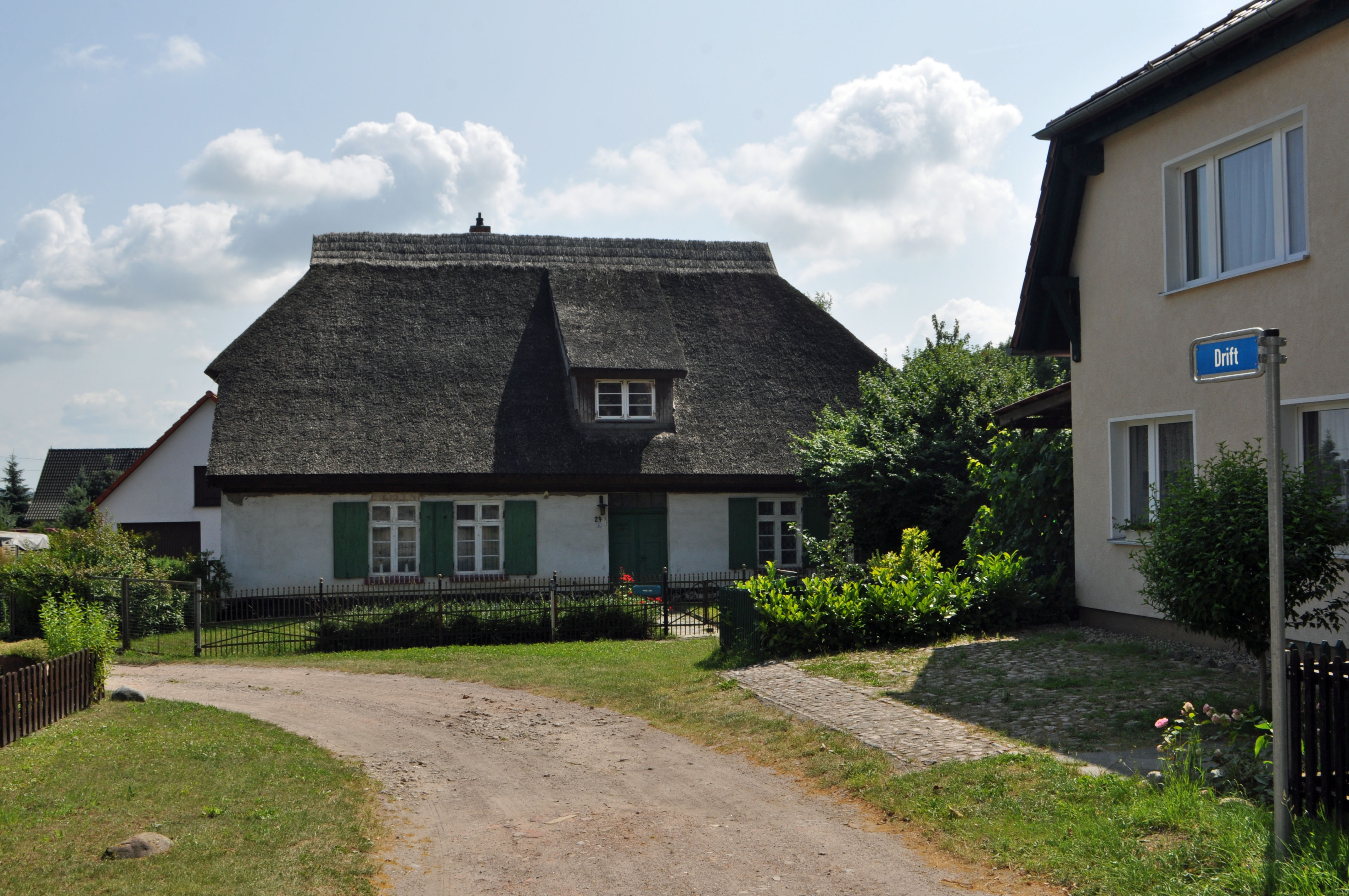
Дом в Рамбине
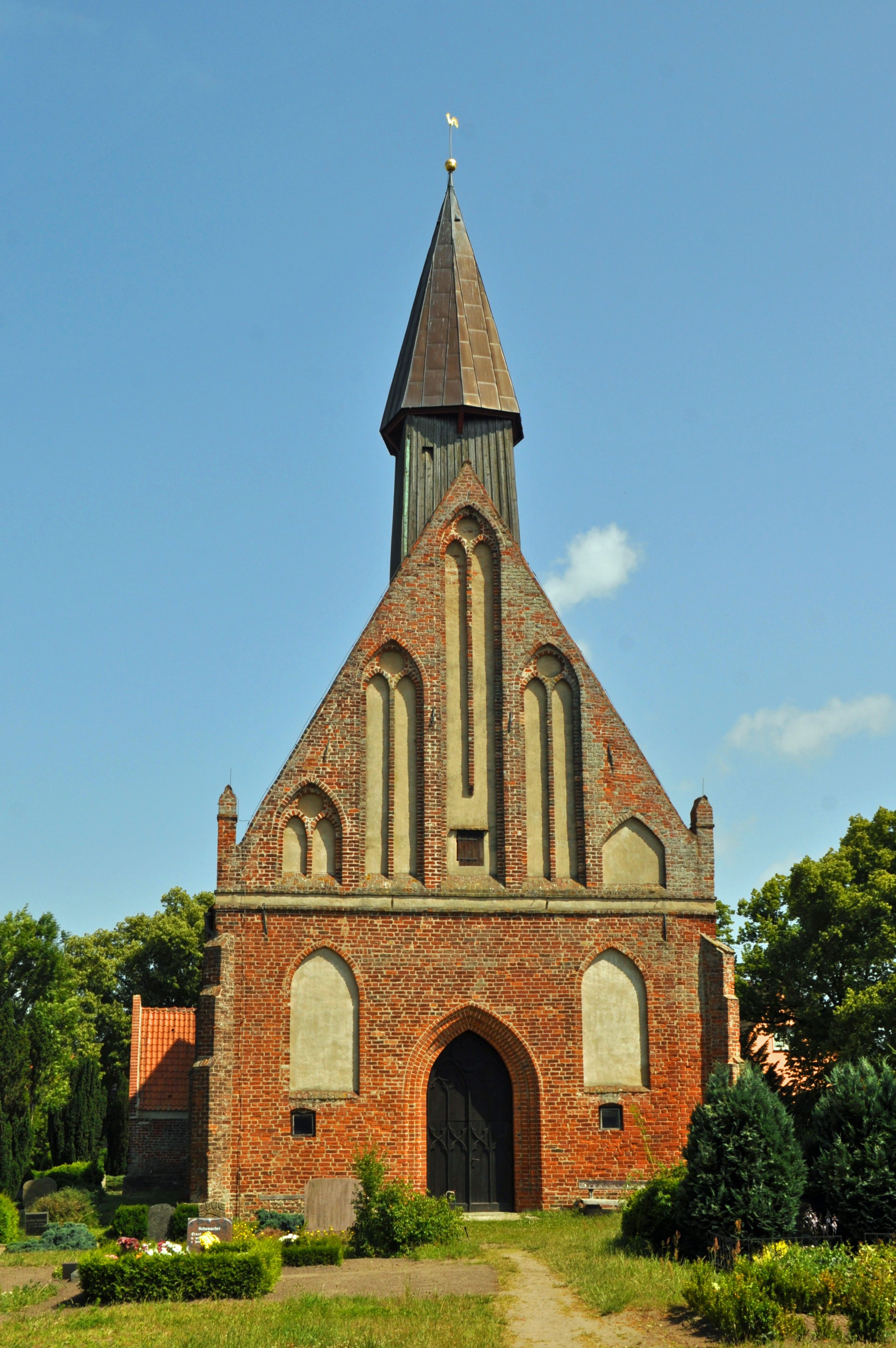
Церковь в Рамбине